# Stanislaus Sittenfeld
Stanislaus Sittenfeld est un joueur d'échecs français d'origine polonaise né le 11 juillet 1865 à Piotrków Trybunalski dans l'Empire russe et mort le 15 juin 1902 à Davos. 

## Biographie et carrière
Stanislaus Sittenfeld vécut à Paris à partir de 1884. En 1890, il finit troisième du championnat du Café de la Régence remporté par Alphonse Goetz devant Jean Taubenhaus. En 1891, 1892 et 1893, il disputa trois matchs contre David Janowski, perdant en 1891 (1,5 à 3,5), gagnant en 1892 (9,5 à 7,5) et faisant match nul en 1893 (3 à 3, match interrompu car Sittenfeld souffrait d'une maladie des yeux). En 1891, il fit match nul avec Taubenhaus (2,5  à 2,5).